# Alamis viettei
Alamis viettei là một loài bướm đêm trong họ Noctuidae.